# Halbinsel Au

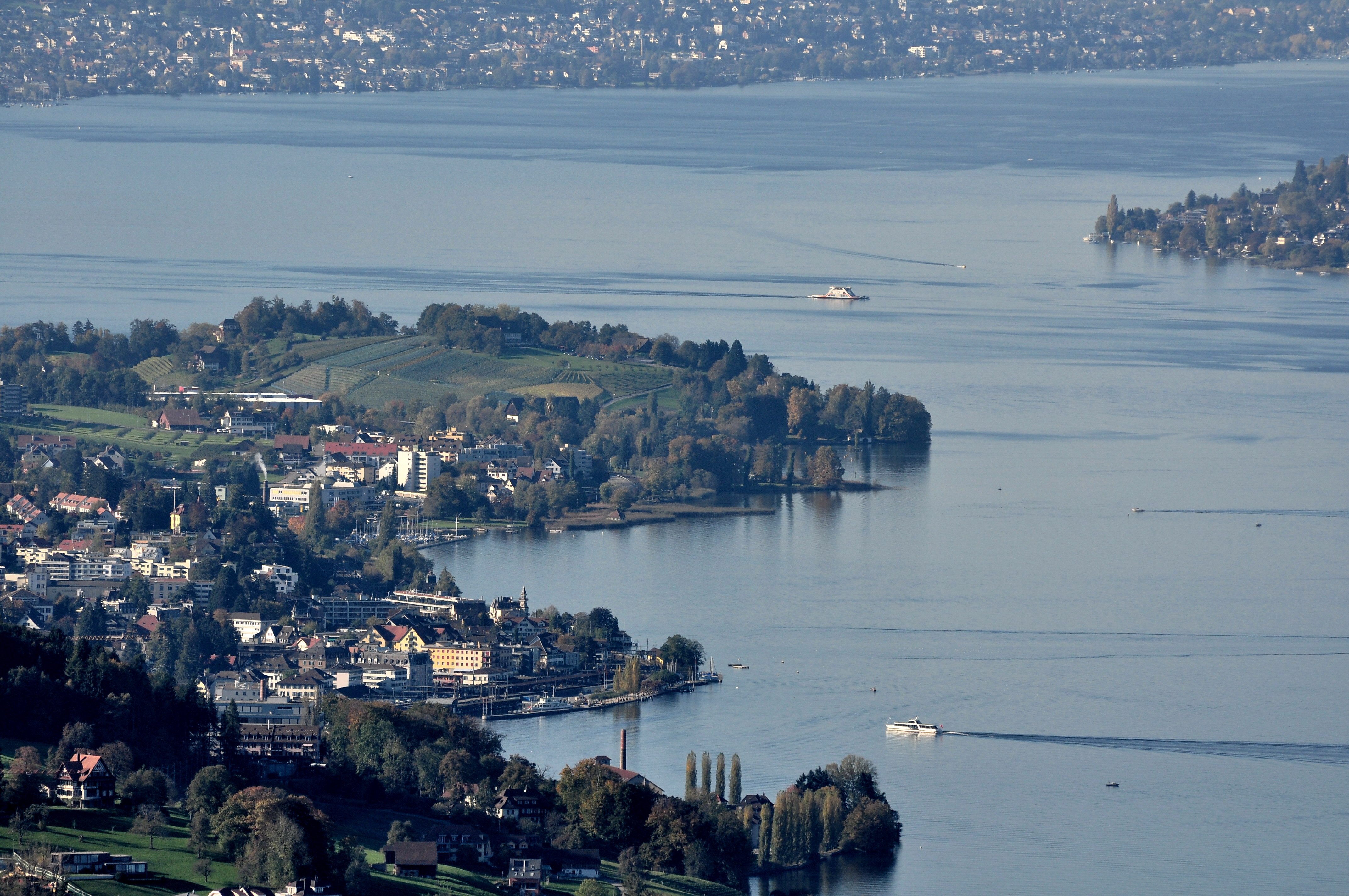
Halbinsel Au

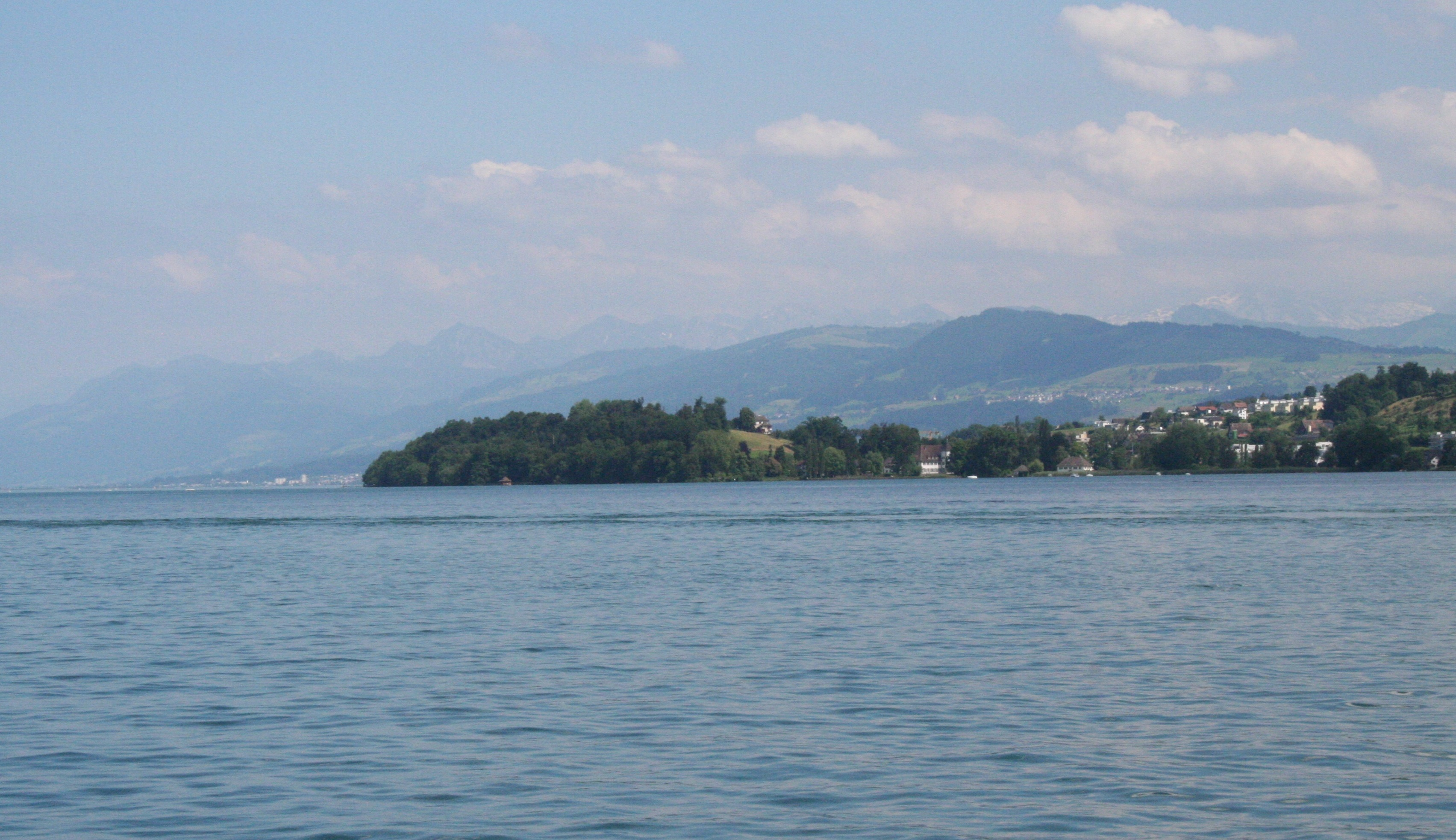
Ansicht von Nordosten

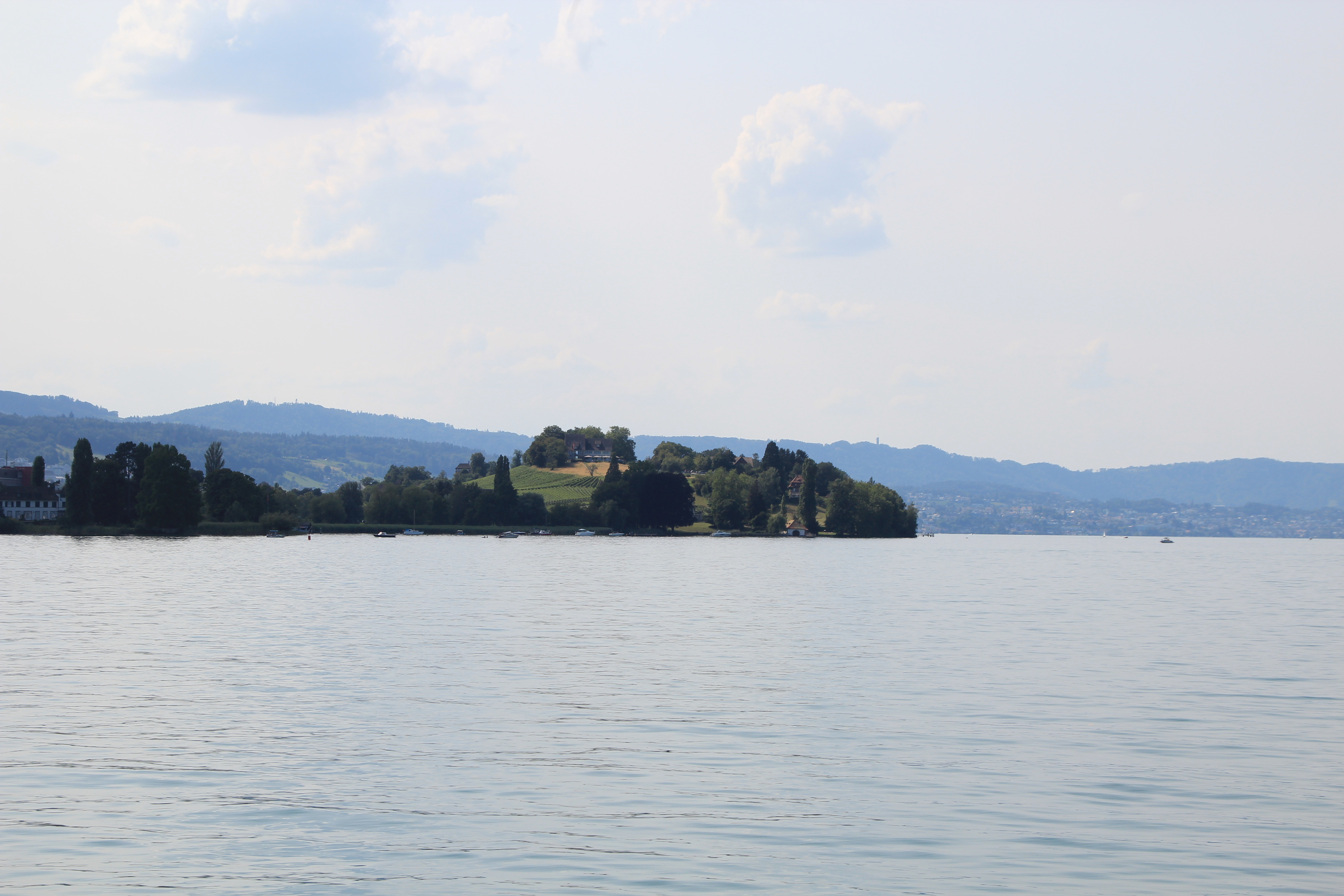
Von Südosten

Die Halbinsel Au liegt in der Mitte des Zürichsees in der Ortschaft Au zwischen Horgen und Wädenswil.

## Geschichte und Kultur
Erstmals wurde die Au als Owe 1316 als Lehnshof der Johanniterkommende Wädenswil erwähnt. 1550 kam sie in den Besitz der Stadt Zürich und gehörte bis 1798 zu deren Landvogtei Wädenswil. Bis ins 19. Jahrhundert war die Halbinsel von Eichenwäldern bedeckt. Das 1911 gegründete Au-Konsortium bewahrte die Halbinsel vor Überbauung.
Das Landgut Au wurde 1651 von Hans Rudolf Werdmüller erworben. Der Rebberg am Auhügel und der kleine Binnensee, der Ausee, gehörten ebenfalls zum Gut. Das Landgut war auch später noch von prominenten Zeitgenossen bewohnt, unter anderem von der Autorin Mentona Moser (1874–1971), die dort zusammen mit ihrer Schwester Fanny Moser aufwuchs. Der heutige Gebäudekomplex im Stil eines barocken Jagdschlosses stammt grossmehrheitlich aus den 1930er Jahren. Heute gehört das Gut dem Kanton Zürich.
Der zum kantonalen Weinbaumuseum Au gehörige Weinberg ist einer der letzten des südlichen Zürichseeufers. Auf dem höchsten Punkt der Halbinsel steht ein Landgasthof.

## Freizeit
Die Halbinsel Au ist ein beliebtes Ausflugsziel mit zahlreichen Spazierwegen, mehreren Nagelfluh-Höhlen und Naturschutzzonen sowie einer Bade- und Spielwiese. Sie kann von verschiedenen Schiffstationen aus mit öffentlichen Kursschiffen der Zürichsee-Schiffahrtsgesellschaft erreicht werden. Der Bahnhof Au ZH liegt in unmittelbarer Nähe der Halbinsel.

## Trivia
- Der Dichter Friedrich Gottlieb Klopstock besuchte die Au 1750 und schrieb eine Ode über die Schönheit der Halbinsel am Zürichsee.
- General Werdmüller war die Hauptfigur in Conrad Ferdinand Meyers Novelle Der Schuß von der Kanzel von 1878, die unter anderem auf dem Landgut Au spielt.

## Die Au in der Kunst

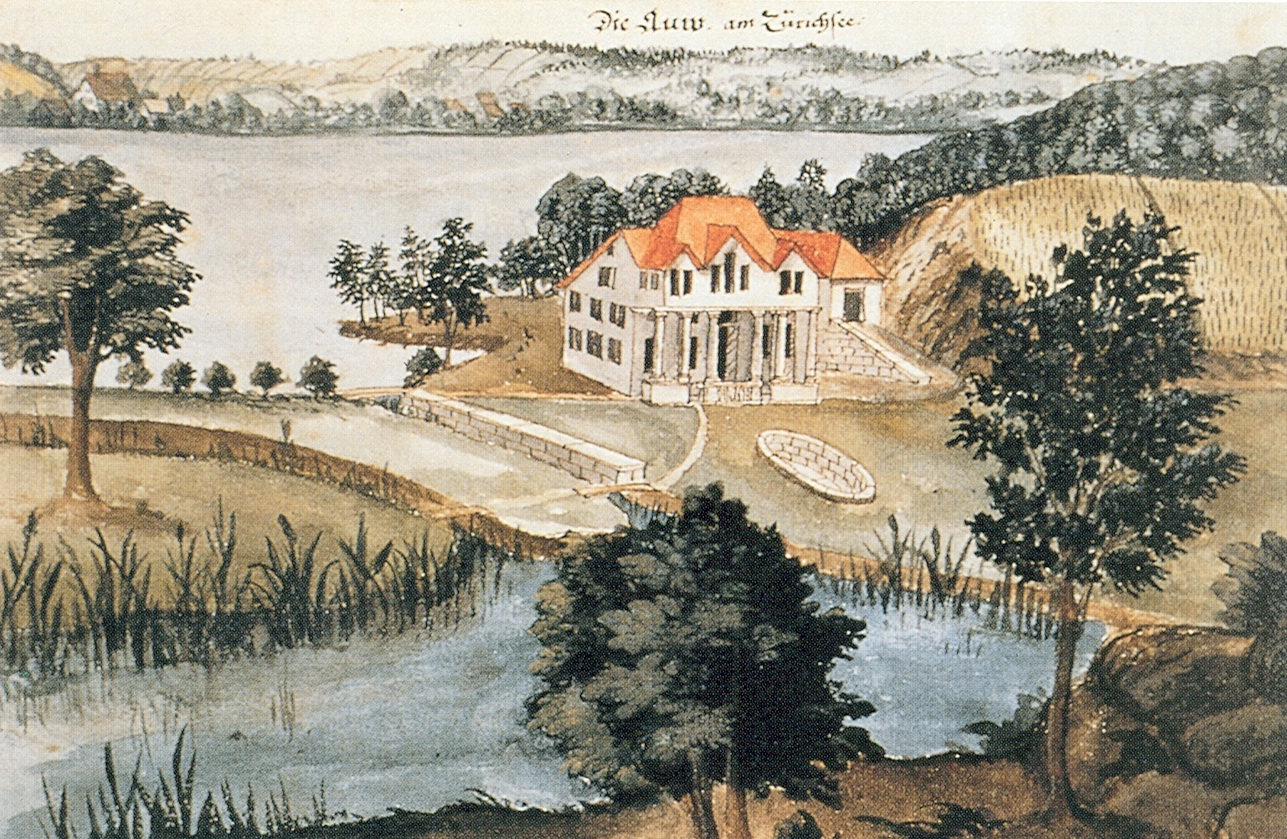
Hans Erhard Escher: Werdmüllers Landgut, 1673
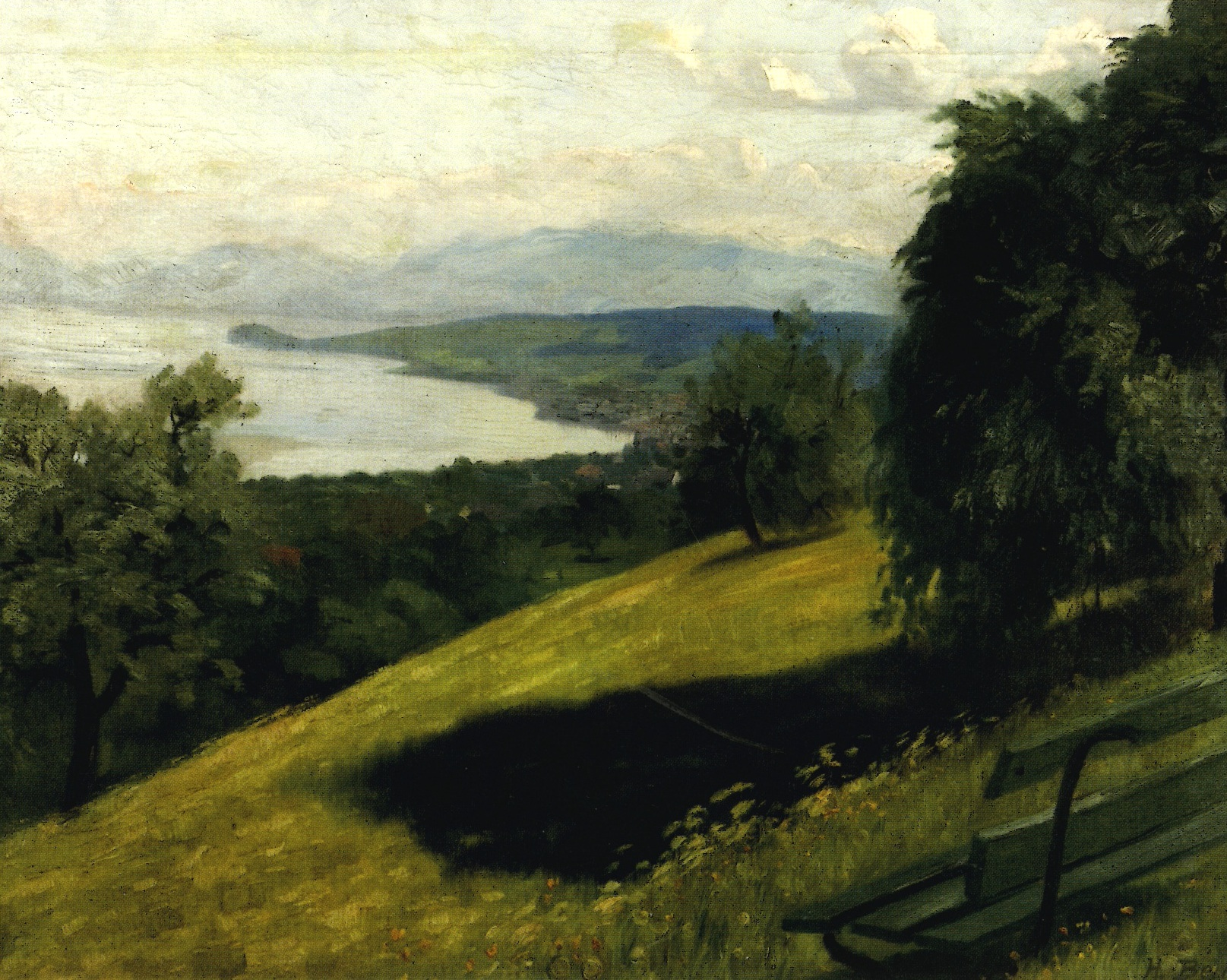
Hermann Beul: Halbinsel Au, um 1905/10